# بلوسین
بلوسین (به آلمانی: Blossin) یک منطقهٔ مسکونی در آلمان است که در هایدزه واقع شده‌است. بلوسین ۲۰۰ نفر جمعیت دارد.